# Ilha (Pombal)
Pour les articles homonymes, voir Ilha.
Ilha est une freguesia portugaise située dans le District de Leiria.
Avec une superficie de 16,20 km2 et une population de 1 863 habitants (2001), la paroisse possède une densité de 115,0 hab/km2.
La paroisse de Ilha a été créée en 1989 à partir de la division de la paroisse de Mata Mourisca. Le premier ermitage du territoire qui constitue aujourd'hui la paroisse a été construit en 1677  où les victimes martyrisées par les soldats lors des invasions françaises ont été enterrées. La paroisse de Ilha est reconnue pour la qualité de son artisanat de vannerie.
Par la dernière réorganisation administrative du territoire des paroisses, Ilha avec les paroisses de Guia et Mata Mourisca sont devenues l'Union des paroisses de Guia, Ilha et Mata Mourisca, basée à Mata Mourisca.